# Dystopian Partycollection
Dystopian Partycollection - album studyjny Deutsch Nepal, wydany w lutym 2008 roku przez wytwórnię Cold Meat Industry. 

## Lista utworów
1. "Chatrine I From Above" - 6:00
2. "Drugmother" - 5:37
3. "City Of Stone" - 7:54
4. "Procession" - 6:09
5. "Of Parasites And Disguises" - 6:59
6. "Wroclow Anthem" - 8:56
7. "Pôpoülé" - 9:39
8. "Bird Of Steel" - 5:28
9. "Golden Sea Baptism" - 4:42
10. "Problem" - 5:45
11. "Neris Of Tears" - 7:30